# Ellipsoide
En ellipsoide er en lukket flade i et 3-dimensionalt rum. Man kan tænke på den som en 3D-analogi til ellipsen, på samme måde som kuglen er det for en cirkel.

## Beskrivelse
Standardligningen for en ellipsoide centeret i origo af et Kartesisk koordinatsystem er:
{\displaystyle {x^{2} \over a^{2}}+{y^{2} \over b^{2}}+{z^{2} \over c^{2}}=1}
Hvor a, b, c er længden af de tre halv-akser målt på hhv. x-, y- og z-aksen.

### Undertyper
Man kan underinddele ellipsoiden i fire forskellige tilfælde på baggrund af halv-aksernes indbyrdes længde:
- {\displaystyle a>b>c} — tri-aksial ellipsoide
- {\displaystyle a=b>c} — oblat omdrejningsellipsoide (oblat sfæroide)
- {\displaystyle a=b<c} — prolat omdrejningsellipsoide (prolat sfæroide)
- {\displaystyle a=b=c} — trivial tilfældet, en kugle

### Rumfang
Rumfanget (V) af en ellipsoide er givet ved formlen:
{\displaystyle V={\frac {4}{3}}\pi abc}
Bemærk, at ligningen reduceres til rumfanget for en kugle når alle tre elliptiske radier er ens.

### Overfladeareal
Overfladearealet (S) af en generel (tri-aksial) ellipsoide er
{\displaystyle S=2\pi c^{2}+{\frac {2\pi ab}{\sin \phi }}\left(E(\phi ,k)\,\sin ^{2}\phi +F(\phi ,k)\,\cos ^{2}\phi \right),}
hvor
{\displaystyle \cos \phi ={\frac {c}{a}},\qquad k^{2}={\frac {a^{2}(b^{2}-c^{2})}{b^{2}(a^{2}-c^{2})}},\qquad a\geq b\geq c,}
og F(φ,k),  E(φ,k) er ukomplette elliptiske integraler af første og anden art respektive. DLMF: §19.2 Definitions Arkiveret 2. december 2012 hos  Wayback Machine

For omdrejningsellipsoiden kan udtrykket reduceres til:
{\displaystyle S_{\rm {oblat}}=2\pi a^{2}\left(1+{\frac {1-e^{2}}{e}}\tanh ^{-1}e\right)\quad {\mbox{hvor}}\quad e^{2}=1-{\frac {c^{2}}{a^{2}}}\quad (c<a).}
{\displaystyle S_{\rm {prolat}}=2\pi a^{2}\left(1+{\frac {c}{ae}}\sin ^{-1}e\right)\quad \qquad {\mbox{hvor}}\;\quad e^{2}=1-{\frac {a^{2}}{c^{2}}}\quad (c>a).}
I begge tilfælde kan e betragtes som excentriciteten af den ellipse der fremkommer ved et tværsnit gennem symmetriaksen.

## Eksempler på ellipsoidelignende figurer i den virkelige verden
- Prolat-lignende: Bolden i rugby og amerikansk fodbold.
- Oblat-lignende: Grapefrugt, klassisk afrundet pille, planeter (herunder Jorden) samt de fleste dværgplaneter.
- Triaksial-lignende: Dværgplaneten Haumea, der roterer så hurtigt at den formentlig antager en triaksial ellipsoide form.

### Benævnelser
Matematisk litteratur bruger ofte 'ellipsoide' i stedet for 'tri-aksial ellipsoide'. 
Videnskabelig litteratur (især geodæsi) bruger ofte 'ellipsoide' i stedet for 'omdrejningsellipsoide' og benytter kun adjektivet 'tri-aksial' i det generelle tilfælde. 
Ældre litteratur bruger 'sfæroide' i stedet for  'omdrejningsellipsoide'.
Ethvert plant snit gennem ellipsoidens centrum giver en ellipse (og en cirkel, hvis snitplanet er vinkelret på en omdrejningsellipsoides symmetriakse).

## Ellipsoider i kartografi
Indenfor kartografien benyttes oblate omdrejningsellipsoider, kaldet referenceellipsoider, til at koordinatsætte punkter på Jorden.